# 羅特·蓮娜
羅特·蓮娜（Lotte Lenya，1898年10月18日—1981年11月27日）是曾拿下托尼獎以及獲得奧斯卡獎提名的女演員與歌手。本名為Karoline Wilhelmine Charlotte Blamauer出生於維也納。最為人所知的角色是貝爾托·布萊希特與庫特懷爾（Kurt Weill）的歌劇《三文錢的歌劇》裡頭的角色 Jenny。在1961年田納西·威廉斯所執導的電影版《斯通夫人的羅馬之春》中扮演費雯·麗的好友，因此片而獲得了奧斯卡最佳女配角獎提名。在《第七號情報員續集》(From Russia with Love)中因飾演羅莎·克列伯(Rosa Klebb)而聲名大噪。